# Plagiostenopterina diptera
Plagiostenopterina diptera är en tvåvingeart som beskrevs av Malloch 1931. Plagiostenopterina diptera ingår i släktet Plagiostenopterina och familjen bredmunsflugor. Inga underarter finns listade i Catalogue of Life.